# Georg Mentz

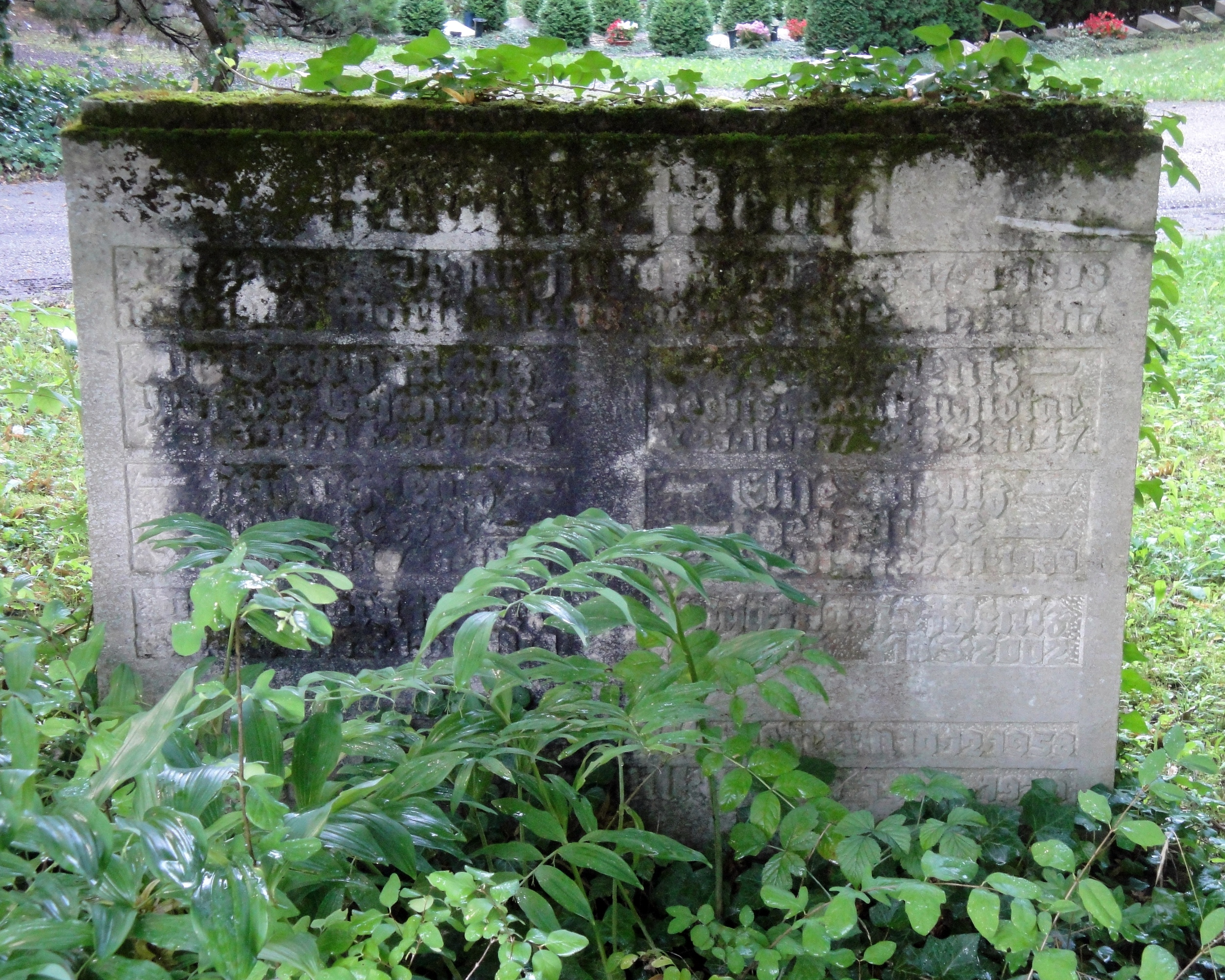
Grab von Georg Mentz auf dem Nordfriedhof in Jena

Georg Mentz (* 31. März 1870 in Apolda; † 26. Juni 1943 in Jena) war ein deutscher Neuzeithistoriker.

## Leben und Werk
Mentz war der Sohn des Oberbürgermeisters von Apolda Hugo Mentz und dessen Frau Sophie, geb. Dobbert. Er absolviert das Gymnasium in Jena, studierte an der Friedrich-Schiller-Universität Jena Geschichte und wurde 1892 bei Ottokar Lorenz promoviert. 1896 habilitierte er sich und 1901 wurde er nichtbeamteter Professor und 1910 beamteter außerordentlicher Professor in Jena. 1923 wurde er ordentlicher Professor.
Er befasste sich mit deutscher Geschichte im 16. und 17. Jahrhundert und thüringischer Landesgeschichte (Herzogtum Weimar, Biographie von Johann Friedrich I. (Sachsen)). Bekannt war er auch durch sein 1913 erschienenes Handbuch der deutschen Geschichte im Zeitalter der Reformation, der Gegenreformation und des Dreißigjährigen Krieges.
Von 1931 bis 1940 leitete er den Verein für thüringische Geschichte und Altertumskunde, war bis 1939 der Schriftleiter von dessen Zeitschrift und wurde 1937 Ehrenmitglied der neugegründeten Thüringischen Historischen Kommission.
Er stand politisch Friedrich Naumann nah und war seit 1918 Mitglied der DDP. Er war aktiv im Verein für das Deutschtum im Ausland (VDA), bei dem er seit 1897 Mitglied war und dessen Thüringer Landesverband er 1907 bis 1933 vorstand. In einer Glückwunsch-Adresse zum 70. Geburtstag wurde er als „alter Vorkämpfer des Auslandsdeutschtums“ bezeichnet.

## Schriften (Auswahl)

### Monographien und Aufsätze
- Ist es bewiesen, daß Trithemius ein Fälscher war?, Frommann, Jena 1892 (= Dissertation Universität Jena 1892), Archive.
- Johann Philipp von Schönborn, Kurfürst von Mainz, Bischof von Würzburg und Worms 1605–1673. Ein Beitrag zur Geschichte des siebzehnten Jahrhunderts. Fischer, Jena 1896–1899 (Habilitation 1896, zweiter Teil 1899), Archive.
- Die deutsche Publizistik im 17. Jahrhundert. Ein Vortrag, Hamburg 1897.
- Die Bedeutung der Kriegssammlungen. In: Mitteilungen. Verband deutscher Kriegssammlungen (1919), Heft 3, S. 76–80 (Digitalisat).
- Deutsche Geschichte im Zeitalter der Reformation, der Gegenreformation und des Dreißigjährigen Krieges 1493–1648. Ein Handbuch für Studierende. Mohr, Tübingen 1913.
- Europäische Geschichte im Zeitalter Karls V., Philipps II. und der Elisabeth. Teubner, Leipzig und Berlin 1921 (= Geschichte der neueren Zeit, 2, Aus Natur und Geisteswelt, 528).
- Ludwig XIV., sein Reich und seine Zeit. Mit einer Zeittafel. Schroeder, Bonn und Leipzig 1922 (= Bücherei der Kultur und Geschichte. Bd. 24).
- Weimarische Staats- und Regentengeschichte vom Westfälischen Frieden bis zum Regierungsantritt Carl Augusts, in: Erich Marcks, Willy Andreas (Hrsg.) (im Auftrage des thüringischen Ministers für Volksbildung): Carl August. Darstellungen und Briefe zur Geschichte des weimarischen Fürstenhauses und Landes, Frommann, Jena 1936.
- Ein Jahrhundert thüringischer Geschichtsforschung. Dem Gesamtverein der deutschen Geschichts- und Altertumsvereine zu seiner Jahresversammlung in Gotha am 19.–24. September 1937 dargebracht vom Verein für Thüringische Geschichte und Altertumskunde. Fischer, Jena 1937.

### Herausgeber und Bearbeiter
- (Bearb.) Johann Friedrich der Grossmütige 1503–1554. Namens des Vereins für Thüringische Geschichte und Altertumskunde herausgegeben von der thüringischen historischen Kommission, 3 Teile, Fischer, Jena 1903, 1908 (= Beiträge zur neueren Geschichte Thüringens, Bd. 1), Teil 1, Archive, Teil 2, Archive, Teil 3, Archive.
- (Hg.) Die Wittenberger Artikel von 1536 (Artickel der christlichen lahr, von welchen die legatten aus Engelland mit dem herrn doctor Martino gehandelt anno 1536). Lateinisch und deutsch zum ersten Male. Deichert, Leipzig 1905 (= Quellenschriften zur Geschichte des Protestantismus, Heft 2).
- (Bearb.) Handschriften der Reformationszeit, Marcus & Weber, Bonn 1912 (= Tabulae in usum scholarum, 5).
- (Bearb.) Namenverzeichnis, in: Regesta diplomatica necnon epistolaria historiae Thuringiae / Namens des Vereins für Thüringische Geschichte und Altertumskunde, hrsg. v. Otto Dobenecker, Band 4: 1267–1288, Teil 3. Fischer, Jena 1939.